# دختر رؤیایی (فیلم ۱۹۷۷)
دختر رؤیایی (به هندی: Dream Girl) فیلمی محصول سال ۱۹۷۷ و به کارگردانی پرامود چاکراوورتی است. در این فیلم بازیگرانی همچون هما مالینی، آشوک کومار، درمندرا، پریم چوپرا، آسرانی، لالیتا پاوار، پادمینی کولاپوری ایفای نقش کرده‌اند.